# Pretz-en-Argonne
Pretz-en-Argonne – miejscowość i gmina we Francji, w regionie Grand Est, w departamencie Moza.
Według danych na rok 1990 gminę zamieszkiwało 57 osób, a gęstość zaludnienia wynosiła 6 osób/km² (wśród 2335 gmin Lotaryngii Pretz-en-Argonne plasuje się na 988. miejscu pod względem liczby ludności, natomiast pod względem powierzchni na miejscu 630.).